# Mulloidichthys martinicus
Espèce
Le Barbaray jaune et gris (Haiti), Barbaray rouge (Haiti), Capucin jaune (France) ou Souris jaune (Haiti) est un poisson de la famille des Mullidae.
En Guadeloupe les appellations de ce poisson sont aussi d'une très grande variété : Barbarin blanc, Souris blanche, Capucin jaune, Rouget de roche, Rouget queue jaune (en anglais : Yellow goatfish).

## Origine du nom scientifique
Mulloidichthys : Du latin mullus = rouget, du grec ichtyo = poisson et de martinicus = de la Martinique.
D'où la signification : Poisson-rouget de la Martinique.